# Genshi
Genshi является библиотекой Python, обеспечивающей интегрированный набор компонентов для разбора, подготовки и обработки HTML, XML или другого текстового контента в WEB.
Genshi базируется на Kid и стремится осуществить более быструю функциональность при обработке шаблонов, чем Kid.
Genshi используют некоторые веб-фреймворки, такие как CherryPy, TurboGears, Pylons и web2py. Genshi заменил Kid в TurboGears 2.x.

## Разметка Genshi
Genshi использует пространство имён для внедрения инструкций в HTML.
Обычно команды разметки записываются как атрибуты, с выражением Python-а внутри кавычек. Например, следующий пример будет отображать «4»
```
<html
 
xmlns=
"http://www.w3.org/1999/xhtml"
 
xmlns:py=
"http://genshi.edgewall.org/"
>

    
<body>

        
<p
 
py:content=
"2 + 2"
>
Это
 
будет
 
заменено
 
на
 
"4"
</p>

    
</body>

</html>

```

За счёт использования пространства имен, Genshi можно использовать с WYSIWYG HTML редакторах.

## Различия между Kid и Genshi
- Genshi непосредственно интерпретирует шаблоны, тогда как Kid генерирует код Python-а[10]
- Genshi использует XInclude для повторного использования шаблонов[10]